# 賀陽宗成
賀陽 宗成（かや の むねなり、生没年不詳）は、平安時代前期の官人。姓は朝臣。

## 経歴
備中国賀夜郡の人。貞観4年（862年）3月、左大史正六位上で本貫を左京に移す。
同6年（864年）1月、外従五位下に叙され、同6月、安房守。同7年（865年）5月、備後介に任じた。他の事績は不明。

## 官歴
『日本三代実録』による。
- 時期不詳：正六位上。左大史
- 貞観6年（864年）1月7日：外従五位下、6月28日：安房守
- 貞観7年（865年）5月16日：備後介